# Martin Forman
Martin Forman (* 26. února 1967 Brno) je český malíř.

## Život a dílo
Martin Forman se narodil 26. února 1967 v Brně. Studoval od druhé poloviny 80. let na Pedagogické fakultě Masarykovy univerzity v Brně obor Český jazyk a výtvarná výchova (1985–1992), odkud pak přestoupil na Fakultu výtvarných umění Vysokého učení technického v Brně na počátku let devadesátých, kde studoval figurální malbu(1992–1995).
V rámci své malířské kariéry se věnuje olejomalbě. Maluje především ženské akty a portréty, ale také slováckou krajinu, řeky a lesy v okolí Kyjova, kde žije.

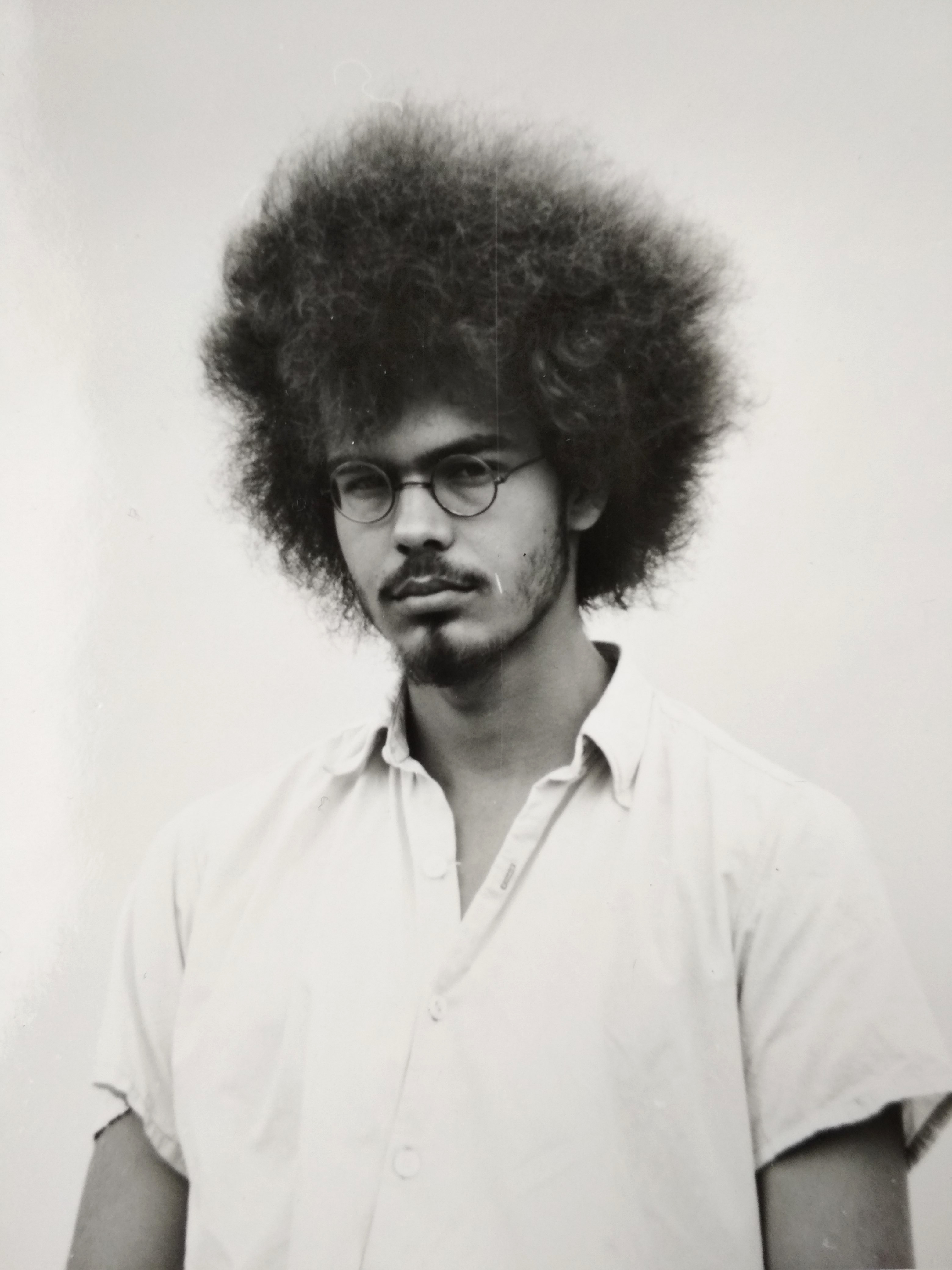
Studentská léta

Během čtyř desítek let, co se věnuje malbě, uskutečnil spoustu výstav nejen v Kyjově a okolí, ale po celé České republice, kromě výstav individuálních byl účasten i řady kolektivních. Také se účastní výtvarných workshopů či sympozií.
Je ovlivněn Miroslavem Tichým.

## Umělecká technika
Technika spočívá v aplikaci pastózní barevné vrstvy, jejíž základ je obnažen pomocí špachtle, látky, houbičky, atd.

## Výstavy

### Samostatné výstavy
- Galeri K-22, Brno (1989)
- Kavárna Divadla Bolka Polívky, Brno, (1998)
- Mateřská škola, Nenkovice, (2003)
- Galerie Provázek, Brno (2005)
- Kavárna Švanda, Brno (2011)
- Galerie Katakomby, Brno (2012)
- Galerie Švanda, Brno (2012)
- Galerie pod Petrovem, Brno (2013)
- Výstavní síň, Žádovice (2014)[3]

atd.

### Kolektivní výstavy
- Něco 88, Troubsko u Brna (1988)
- Barokní residence, Šardice (1996)
- Žena v Obrazech, Galerie 99, Břeclav (2004)
- Galerie Katakomby, Brno (2006)[4]
- Přehlídka moravských výtvarníků, Bzenec (2008)
- Divadelní pouť, Art Mlýn Bohuslavice u Kyjova (2009, 2010, 2011, 2012)
- Čajovna Galerie, Kyjov (2016)[5]
- Galerie Doma, Kyjov (2018)

atd.

### Ostatní
- Festival Beseda u Bigbítu (2014)[6]

## Zajímavé fakty
V roce 2010 zúčastnil ve volbách do zastupitelstva obcí Kyjov od strany Moravané.

## Galerie

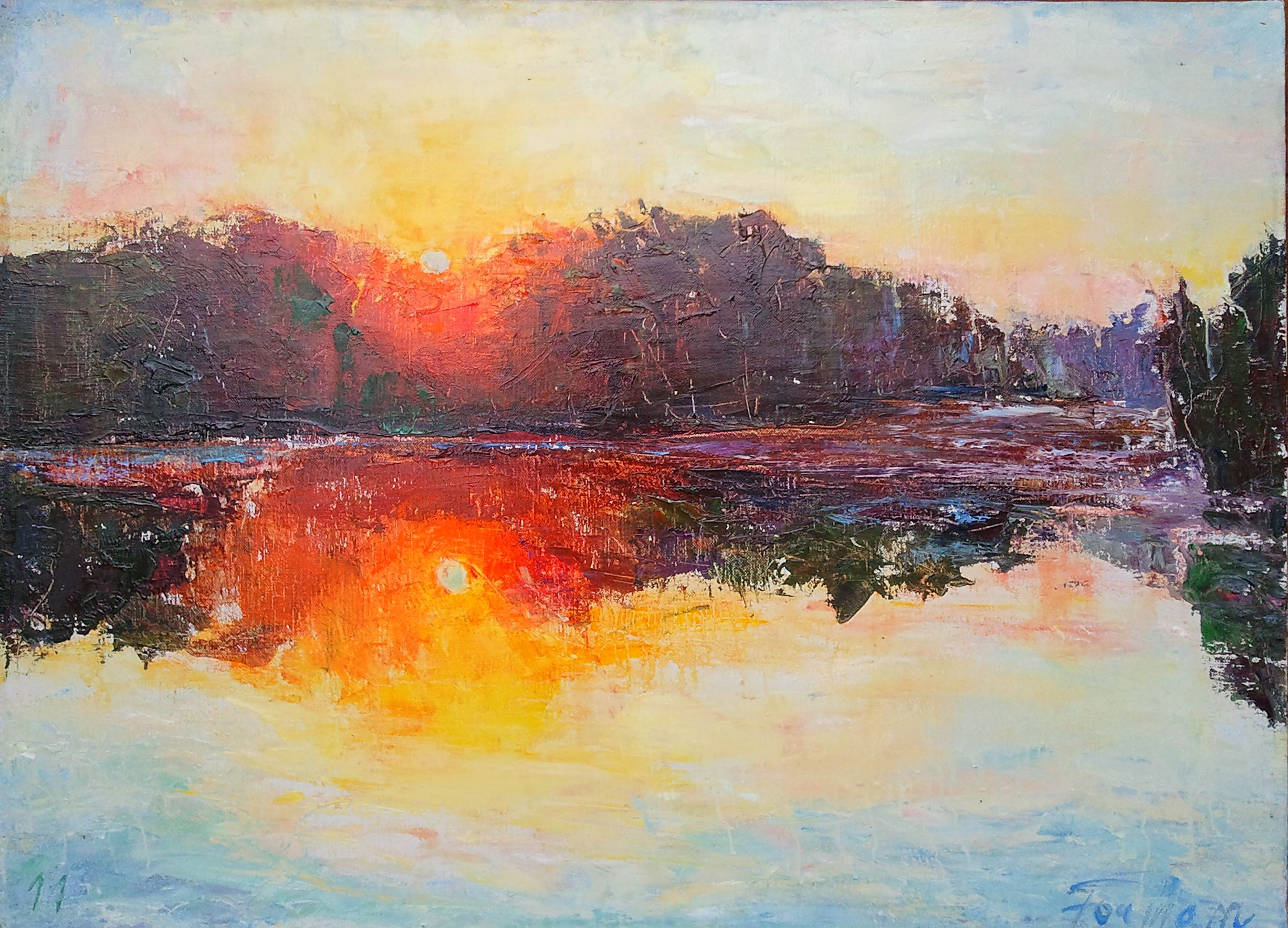
Východ slunce
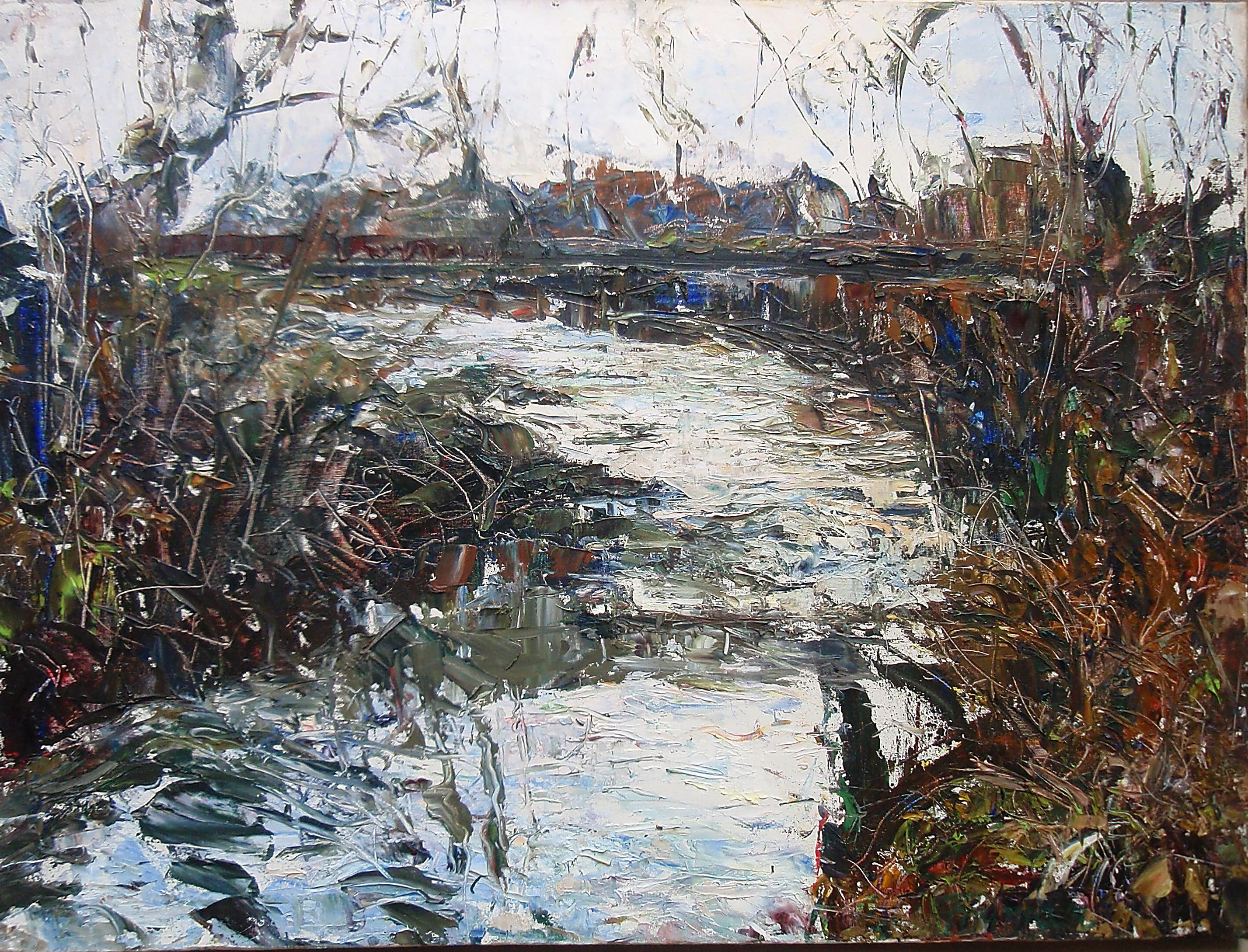
Podzimní řeka
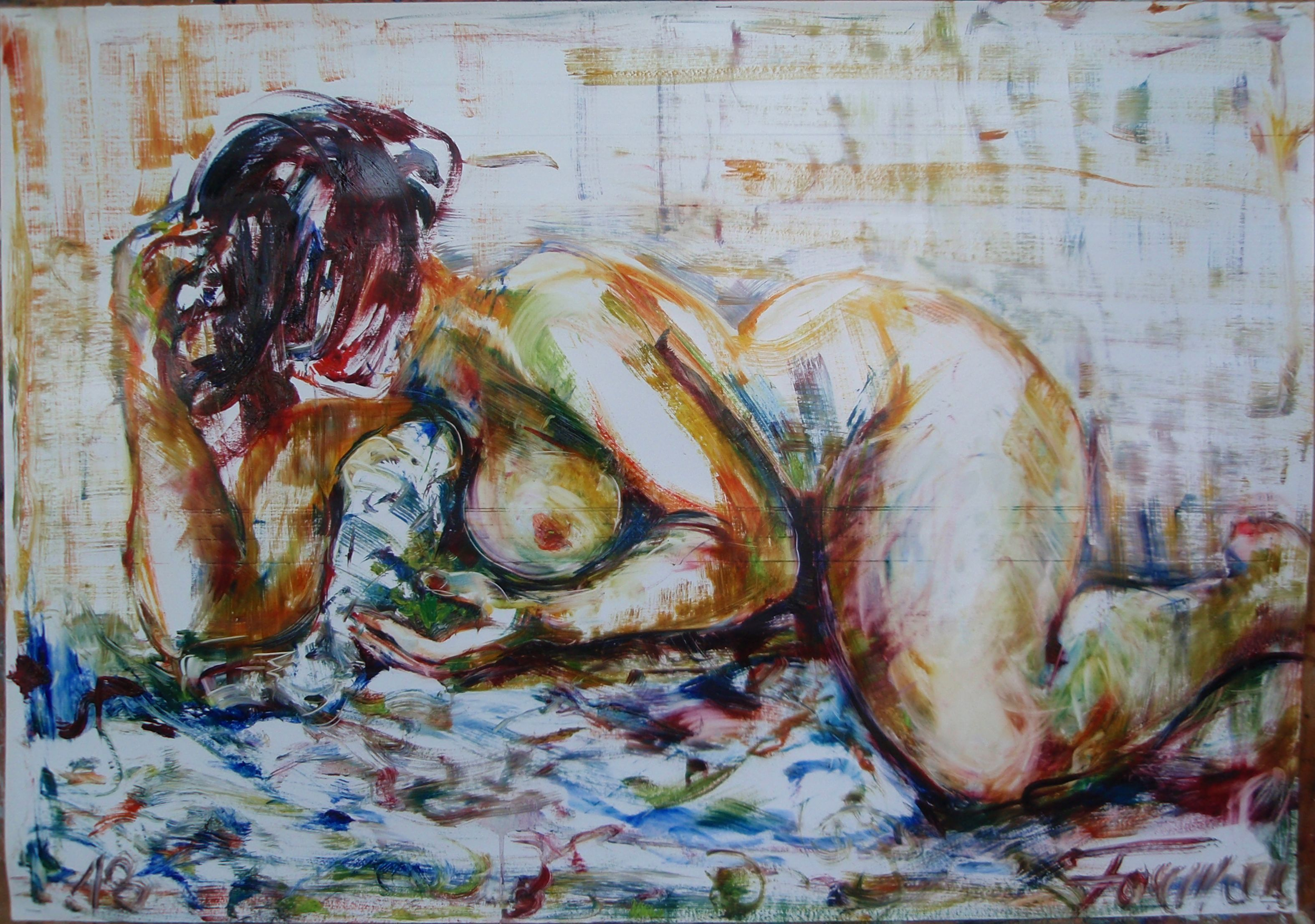
Akt
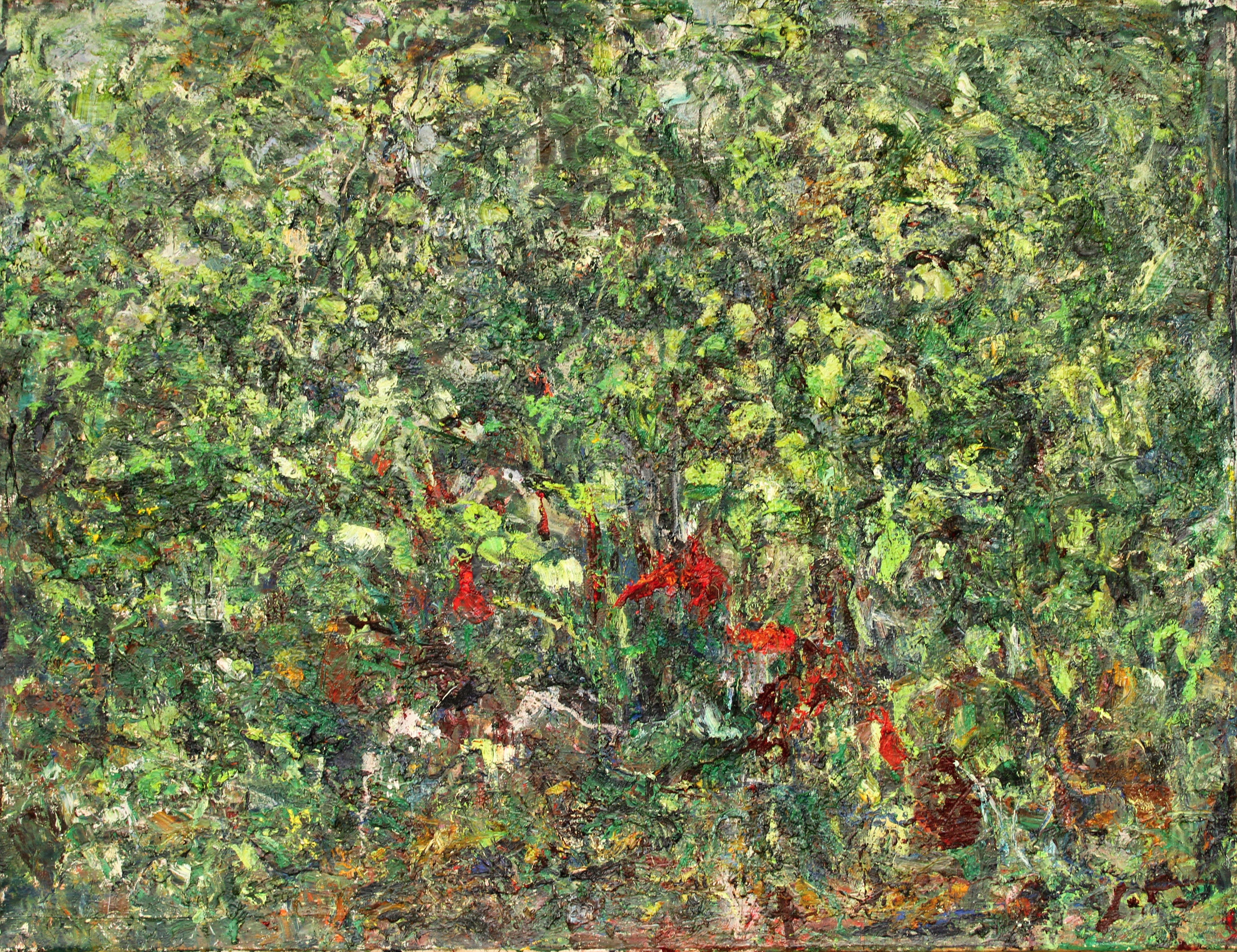
Zelena